# Папанина
Папанина (каз. Папанин) — упразднённое село в Меркенском районе Жамбылской области Казахстана. Входило в состав Кенесского сельского округа. Ликвидировано в 2000-е годы.

## Население
По данным переписи 1999 года в селе отсутствовало постоянное население.